# Центральское сельское поселение (Воронежская область)
Центральское сельское поселение — муниципальное образование в Новохопёрском районе Воронежской области.
Административный центр — посёлок Централь.

## История
Центральский сельский совет был образован постановлением ВЦИК и Советом Народных Комиссаров РСФСР от 24 декабря 1918 года. В составе Новохопёрского района Воронежской области он находится с 14 января 1965 года. Законом Воронежской области от 12 ноября 2004 года № 68-03 был наделён статусом сельского поселения.

## Административное деление
В состав поселения входят:
- посёлок Централь
- посёлок Аверинка
- посёлок Камышановский